# Samuïl Marxak
Samuïl Marxak   (Vorónej, 22 d'octubre de 1887 (Julià) - Moscou, 4 de juliol de 1964), nom complet amb patronímic Samuïl Iàkovlevitx Marxak, rus: Самуи́л Я́ковлевич Марша́к, fou un escriptor, traductor i poeta infantil rus i soviètic.
Va traduir els sonets de Shakespeare, algunes altres obres de Shakespeare, poesia anglesa (incloent poemes per a nens) i poesia d'altres idiomes. Maksim Gorki va proclamar Marxak com a "fundador de la literatura infantil russa (soviètica)."

## Primers anys
El pare de Marxak era capatàs en una planta de fabricació de sabó.Va aconseguir una bona educació a la llar i més tard va estudiar al gimnàs (escola secundària) d'Ostrogojsk, un suburbi de Vorónej. Samuïl va començar a escriure poesia durant els seus anys d'infància a Vorónej. El seu germà Ilia (qui va escriure sota el pseudònim de M. Ilín) (1896-1953) i la seva germana Lia (que va escriure com a Ielena Ilinà) (1901-1964) va esdevenir també autors soviètics.
El 1902, la família Marxak es va traslladar a Sant Petersburg. Hi havia, però, una complicació: com a jueu, Marxak no podria viure legalment fora de la zona d'assentament, pel que no podia assistir a l'escola mentre visqués a la ciutat. El filantrop i erudit Baró David Gunzburg es van interessar per Marxak i el va presentar a l'influent crític Vladímir Stàssov. Va presentar també Marxak a Maksim Gorki i Fiódor Xaliapin.
El 1904, Samuïl va ser diagnosticat de tuberculosi i ja no podia seguir vivint en el clima fred de Sant Petersburg. Maksim Gorki va disposar que Samuïl se n'anés a viure amb la seva família a la datxa que tenia a la ciutat turística de Ialta en el mar Negre (1904-1907). Gorki i Xaliapin també van pagar per la seva educació i teràpia.

## Poeta jove, filòsof i traductor
El 1904, va publicar els seus primers treballs a la revista Vida Jueva i en els mitjans i finals de 1900, Marxak va crear un cos de versos sionista, alguns dels quals van aparèixer en publicacions periòdiques com ara Jove Judea. El 1907 va tornar a Sant Petersburg i posteriorment va publicar nombrosos treballs en la popular revista Satirikon.
Marxak no va aconseguir obtenir l'admissió en una universitat a Rússia a causa de la "inseguretat política" i es guanyava la vida fent classes i escrivint per a revistes. He brought many impressions, poems and a beautiful wife from his first trip to the Middle East.
El 1912 es va traslladar a Anglaterra i va estudiar filosofia a la Universitat de Londres.Es va enamorar de la cultura i la poesia angleses.En el seu últim any a la Universitat publica les seves traduccions dels poemes escrits per William Blake, Robert Burns i William Wordsworth, publicats a Rússia.La seva visita 1913 a una escola experimental "lliure" a Gal·les (dirigida pel tolstoià Philip Oyler) s'observa com l'esdeveniment que va despertar el seu interès professional en els nens.
Poc abans de Primera Guerra Mundial, el 1914, va tornar a Rússia i es va dedicar a la traducció.

## Poesia infantil
El 1914 Marxak i la seva esposa van treballar amb nens de refugiats jueus a Vorónej.La mort de la jove filla de Marxak el 1915 el va dirigir cap a la literatura infantil. El 1920 es va traslladar a Iekaterinodar (ara Krasnodar) per dirigir la secció provincial d'orfenats i va ser allà que ell i un grup d'entusiastes, incloent Ielena Vassílieva, organitzaren la Ciutat dels Nens que incloïa un teatre per a nens, biblioteca i estudis. Per aquest teatre,va co-escriure obres de teatre que després es van convertir en el llibre Teatre per a nens.
El 1922, Marxak es va traslladar de nou al que llavors era Petrograd per esdevenir el cap de l'Estudi de Literatura Infantil. Va publicar les següents obres a l'editorial "Радуга" ("Arc de Sant Martí"):
Детки в клетке (Nens en una gàbia), Пожар (Foc) 1923, Сказка о глупом мышонке (El conte d'un ratolinet ximple), Синяя птица (Ocell blau), Цирк (Circ), Мороженое (Gelat), Вчера и сегодня (Ahir i avui) 1925, Багаж (Equipatge) 1926, Пудель (Canitx), Почта (Oficina de correus) 1927, i Вот какой рассеянный (Un home distret) 1930.
Marxak va tenir una prolífica carrera en la literatura infantil. El crític soviètic Víktor Xklovski va escriure que "Samuïl Marxak entén que molts nous escriptors apareixerien en la nova república soviètica. Es va posar dret a la porta de la literatura, un àngel benèvol, no armat amb una espasa o amb un llapis, però amb paraules sobre la feina i la inspiració". Les contribucions Marxak al camp de la literatura infantil no es limita només als seus propis escrits. El 1924, Marxak es va convertir en el cap de la branca infantil de l'editorial estatal Gosizdat (GIZ), càrrec que va ocupar durant més d'una dècada. A través del seu paper com a editor, Marxak va atreure a alguns dels millors escriptors de Rússia a provar sort en la literatura infantil, incloent Ievgueni Schwartz i el membre de l'OBERIU Daniïl Kharms.

## Traduccions
Entre les seves traduccions al rus, hi ha sonets de William Shakespeare i cançons de les obres de Shakespeare, Les alegres comares de Windsor (conjuntament amb Mikhaïl Morózov, que va traduir escenes prosaiques), poemes de Robert Burns, William Blake, Lord Byron, Percy Bysshe Shelley, John Keats, William Wordsworth, Alfred, Lord Tennyson, Robert Browning, Robert Louis Stevenson, W. B. Yeats, Edward Lear, Lewis Carroll, Rudyard Kipling, T. S. Eliot, A. A. Milne, balades populars angleses i escoceses, poemes de cançons infantils. A més de la poesia anglesa, va traduir poemes de Heinrich Heine, Sándor Petőfi, Gianni Rodari i Hovhannes Tumanyan.
El seu principal treball en aquesta àrea és la traducció dels sonets de Shakespeare (1948). Aquesta traducció ha gaudit de gran èxit en els últims anys. Alguns sonets de Shakespeare en traducció de Marxak s'han musicat (en estil clàssic per Dmitri Kabalevski, en estil pop per Tíkhon Khrénnikov, Mikhaïl Tariverdíev, Al·la Pugatxova i altres, fins i tot en estil rock — Kruïz). Les seves traduccions són considerats clàssics a Rússia. Però moltes de traduccions poètiques de Marxak van esdevenir tan arrelades en la cultura russa, que sovint es va dir de broma que Marxak no era tant un traductor com un coautor.

## Darrers anys
El 1937 Marxak es va traslladar a Moscou, on va treballar en llibres i traduccions infantils. Durant la Segona Guerra Mundial, va publicar sàtires contra els nazis. Després de la guerra va continuar publicant llibres per a nens, incloent:Разноцветная книга (Llibre multicolor) de 1948, Круглый год (Tot l'any) 1948, Тихая сказка (Un conte tranquil) de 1956, etc
En els últims anys de la seva vida, va escriure versos aforístiques que qualificà d'epigrames lírics. Es van publicar en el seu últim llibre, Lírica selecta (Избранная Лирика) el 1963. També va publicar tres obres en conte: Els dotze mesos (1943), Temor de problemes - no pot tenir sort (1962), i Coses intel·ligents (1964).
Si bé no era àmpliament conegut, en l'era soviètica, Marxak estigué a la corda fluixa (política) i amb prou feines va escapar de la mort en 1937. Hi ha l'opinió que la mort de Stalin (1953) va salvar Marxak d'una mort inevitable en el període de la lluita contra el cosmopolitisme. El seu nom s'esmenta sovint en els documents de l'eliminat Comitè Jueu Antifeixista.No obstant això, el procés de la comissió va acabar l'agost de 1952 (12 executats i 98 sotmesos a la repressió) i Marxak no va ser acusat. El 1953 amb la mort de Iòssif Stalin i l'inici del Desglaç de Khrusxov Marxak estigué fora de perill.
Samuïl Marxak va morir el 4 de juliol del 1964 i fou enterrat al Cementiri de Novodévitxi de Moscou.